# Michael Drosnin
Michael Drosnin (31. ledna 1946, New York – 9. června 2020) byl americký investigativní novinář a spisovatel, autor řady bestsellerů. Pracoval zejména pro listy Washington Post a Wall Street Journal. Známým se stal zejména svou knihou Bible code.

## Život
Narodil se v New Yorku. Pracoval jako novinář pro Washington Post (1966-1968) a Wall Street Journal (1969-1970). V roce 1985 byla vydána jeho první kniha, Citizen Hughes (Občan Hughes), která je životopisem amerického miliardáře Howarda Hughese, a která je založena na ukradených dokumentech.
Pro knihu Bible code (česky Kód Bible) začal Drosnin shánět materiály v roce 1992 poté, co se zúčastnil setkání s matematikem Elijahu Ripsem v Izraeli a s Ripsovým kolegou Alexandrem Rotenbergem. Tehdy Drosnin prohlásil, že není věřící, a že na šifry v Bibli se dívá poněkud skepticky. V roce 1994 jej však přesvědčilo, když objevil šifru předpovídající budoucnost, podle níž mělo dojít k úkladné vraždě izraelského předsedy vlády, Jicchaka Rabina. Rozhodl se, že Rabinovi pošle varování. Nakonec byl ale Rabin v roce 1995 přece jenom zavražděn, což Drosnina ještě více utvrdilo o prorockých schopnostech biblických šifer.
V roce 1997 vydal svou nejslavnější knihu, Bible code, v níž popisuje, že lze v Bibli najít zakódované předpovědi budoucnosti, a že události mohou být ovlivněny našimi činy. Rovněž zmiňuje, že mnoho slavných vrahů, jak minulých, tak budoucích, je v Bibli zakódováno, a lze je najít pomocí speciálního počítačového programu. Dokonce popisuje, že se Bibli pokusili dekódovat i mimozemšťané, a že kód obsahuje předpovědi katastrof (včetně konce světa mezi lety 1998 a 2006).
Druhou knihu napsal v roce 2002. Jmenovala se Bible code II: The Countdown (česky Kód Bible II: Odpočítávání).

## Kritika
Drosnina někteří kritizovali s tím, že Bible šifry obsahuje, ale není podle nich možné předpovídat budoucnost. Další jej upozorňovali na věcné chyby či na to, že nemá právo o sobě prohlašovat, že za ním stojí mnozí vědci. Podle některých rovněž nesprávně překládal hebrejská slova, aby jeho názory vypadaly více přesvědčivě. Jiní mu vytýkali, že se zabýval pouze Biblí a ani ho nenapadlo hledat stejné kódy v jiných knihách. Drosnin tyto kritiky vyzval, aby podobný kód našli v románu Moby Dick. Brendan McKay jeho výzvu přijal a v článku vydaném ústavem matematiky v Dartmouth College v roce 1999 napsal, že v románu Moby Dick objevil přibližnou předpověď vraždy Rabina. Drosnin na to odpověděl tak, že šifry v Moby Dickovi jsou prostě nesmysl, kdežto šifry v Bibli jsou pravda a obsahují skutečné předpovědi.